# سبک برنامه‌نویسی
سبک برنامه‌نویسی (انگلیسی: Programming style) یا سبک کدنویسی، مجموعه‌ای از قوانین یا دستورالعمل‌هایی است، که هنگام نوشتن کد منبع برای یک برنامه کامپیوتری، مورد استفاده قرار می‌گیرد. پیروی از یک سبک خاص، اغلب به برنامه‌نویسان در خواندن و درک کد منبع متناسب با سبک برنامه‌نویسی مورد نظر، کمک می‌نماید و از بروز خطاهای احتمالی نیز جلوگیری خواهد کرد. موضوع سبک برنامه‌نویسی، نخستین بار در دهه ۱۹۷۰ میلادی در کتاب «عناصر سبک برنامه‌نویسی» مطرح گردید و با نمونه‌هایی از زبان‌های فورترن و پی‌ال/۱ که در آن زمان رایج بودند، نشان داده شد.
به‌طور معمول، سبک برنامه‌نویسی مورد استفاده در یک برنامه خاص، ممکن است از قراردادهای کدنویسی شده توسط شرکت یا سازمانی دیگر گرفته شده باشد، یا از ترجیحات نویسنده کد حاصل شده باشد. سبک‌های برنامه‌نویسی اغلب برای یک زبان برنامه‌نویسی خاص (یا خانواده زبان) طراحی شده‌اند و برای نمونه سبکی که در کد منبع زبان سی مناسب می‌باشد، ممکن است برای کد منبع برنامه بیسیک مناسب نباشد. با این وجود اغلب قوانین، در زبان‌های برنامه‌نویسی مشترک می‌باشد.